# Aega semicarinata
Aega semicarinata är en kräftdjursart som beskrevs av Edward John Miers 1875.
Aega semicarinata ingår i släktet Aega och familjen Aegidae. Inga underarter finns listade i Catalogue of Life.

## Bildgalleri

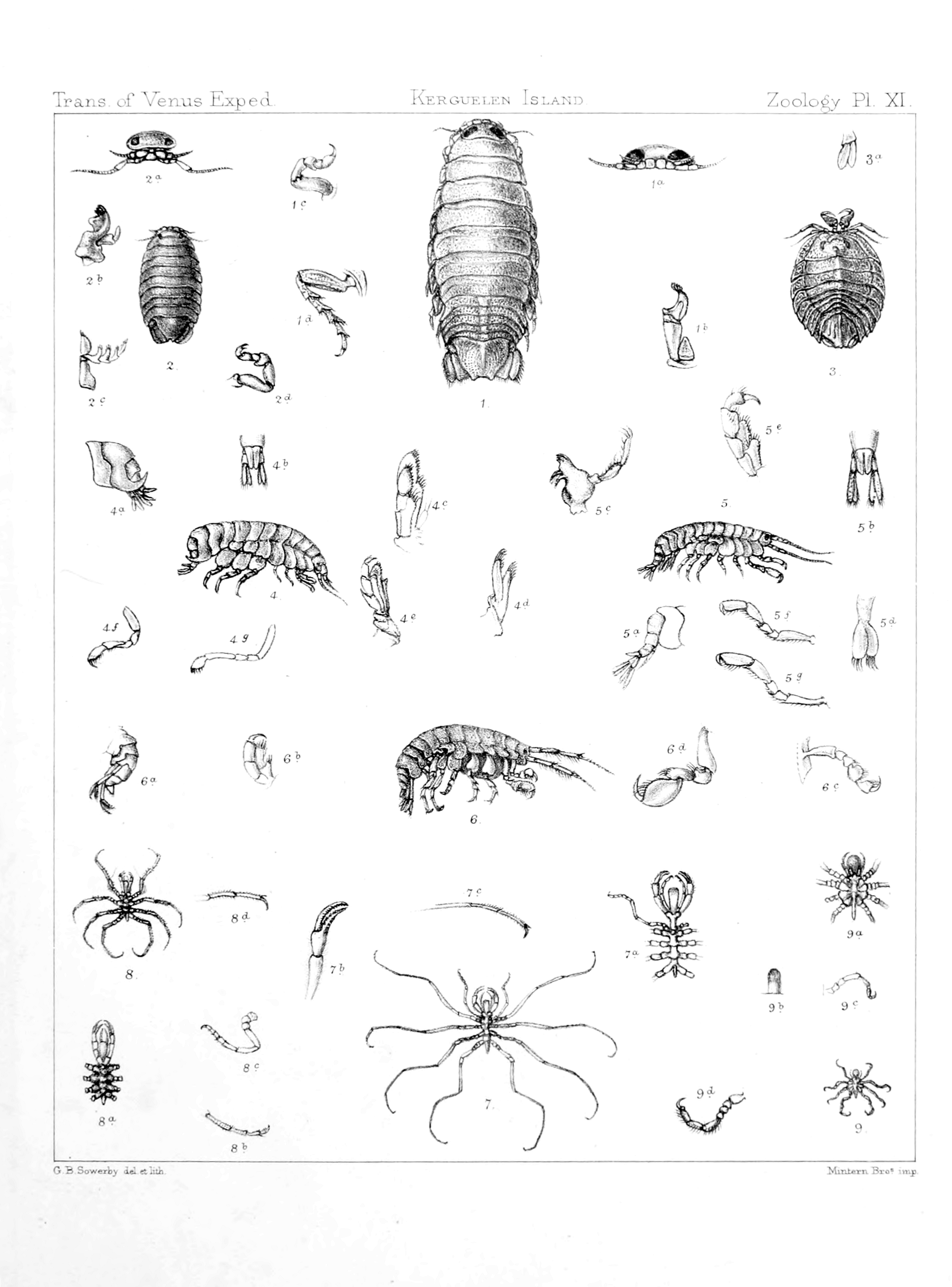